# 戦国フォトスタジオSAMURAI
戦国フォトスタジオSAMURAI（英: SENGOKU PHOTO STUDIO SAMURAI）は、株式会社ヘキサゴン（東京都渋谷区）が運営する、甲冑体験撮影スタジオである。

## 概要
2016年8月、東京都渋谷区代々木にて開業。戦国武将の甲冑を着る体験と、クロマキー撮影後、CG合成して写真を仕上げ、その場で写真をプリントする。SAMURAIになりたい訪日観光客の記念撮影のほか、国内では七五三、還暦、結婚式の前撮りなどのニーズにも対応している。
撮影時のポージングはサムライソードアーティストの島口哲朗氏が監修している。
着用できる武将モデルの甲冑は以下の通り
・徳川家康
・織田信長
・豊臣秀吉
・伊達政宗
・真田幸村
・本多忠勝
・榊原康政
・石田三成